# Ombrea aenochromoides
Ombrea aenochromoides är en fjärilsart som beskrevs av Walker 1865. Ombrea aenochromoides ingår i släktet Ombrea och familjen nattflyn. Inga underarter finns listade i Catalogue of Life.